# Гіборійська ера
Гіборійська (хайборійська) ера — це вигаданий період історії Землі в рамках штучної міфології, створеної Робертом І. Говардом, що слугувала тлом для історій про Конана Варвара.
Слово «Гіборійський» походить від легендарної північної землі стародавніх греків Гіпербореї і з'являється вперше в нарисі Говарда «Гіборійська Епоха». Говард описав Гіборійську епоху, як таку, що настала десь в часи після затоплення Атлантиди та до перших згадок античної історії. Більшість пізніших редакторів та адаптаторів, таких як Л. Спраг де Камп та Рой Томас, розмістили Гіборійську епоху близько 10 000 р.
Говард мав сильну пристрасть до історії та історичних драм; проте в той же час він усвідомлював всі труднощі, які будуть необхідні для підтримки історичної точності. Замислюючи позачасову обстановку — зниклий вік — і ретельно вибираючи імена, що нагадували нашу історію, Говард уникав проблеми історичних анахронізмів та необхідності тривалих викладів.

## Вигадана історія

### Допотопні предки
Говард пояснив походження та історію гіборійської цивілізації у своєму нарисі «Гіборійська епоха». Нарис починається з кінця епохи Турія (установка для оповідань короля Говарда про Кулла) та знищення його цивілізацій, Лемурії та Атлантиди, геологічним катаклізмом.
Після цього катаклізму вцілілі люди були зведені до примітивного стану та технологічного рівня, що ледве перевищує неандертальця. Кілька таких племен мігрували до північних районів того, що залишилося від континенту Турій, щоб уникнути знищення. Вони виявили, що регіон є безпечним, але вкритий снігом і вже населений расою порочних мавп з білою шкірою. Наступила жорстока територіальна війна, поки люди не прогнали мавп на північ, повз Північне Полярне коло. Вважаючи, що мавпам судилося загинути, люди звернулися до приручення свого суворого нового дому.

### Предки гіборійців
Через тисячу п'ятсот років нащадки цієї початкової групи отримали назву «гіборійці». Вони були названі на честь свого найвищого бога Борі. У нарисі згадується, що Борі насправді був великим племінним вождем свого минулого, який зазнав обожнення. Їх усна традиція запам'ятала його як свого лідера під час первинної міграції на північ, хоча античність цієї людини була перебільшена.
До цього моменту різні споріднені, але незалежні гіборійські племена поширились у північних районах їхньої області світу. Деякі з них вже мігрували на південь «неквапливим» темпом у пошуках нових районів, у яких оселитися. Гіборяни ще не стикалися з іншими культурними групами, але вступали у війни між собою. Говард описує їх як потужну і войовничу расу, середній індивід — високий, русявий та сіроокий. У культурному плані вони були виконані художниками та поетами. Більшість племен все ще покладалися на полювання для свого живлення. Однак їхні південні пагони століттями займалися тваринництвом на великій рогатої худоби.
Єдиний виняток з їхньої тривалої ізоляції від інших культурних груп стався через дії самотнього авантюриста, безіменного в нарисі. Він проїхав повз Полярне коло і повернувся з новиною про те, що їхні старі вороги, мавпи, ніколи не були знищені. Натомість вони перетворилися на апеменів і, згідно з його описом, на той час були численними. Він вважав, що вони швидко перетворюються на статус людини і становлять загрозу для гиборян у майбутньому. Він намагався набрати значну військову силу для агітації проти них, але більшість гіборійців не переконали в його казках; лише невелика група нерозумних юнаків стежила за його походом. Жоден із них не повернувся.

### Початок гіборійської ери
Зі збільшенням чисельності населення гиборійських племен потреба в нових землях також зростала. Гіборійці розширилися поза знайомими ними територіями, почавши нову епоху поневірянь та завоювань. Протягом 500 років гіборійці поширювалися на південь і на захід свого безіменного континенту.
Вони вперше за тисячоліття зіткнулися з іншими племінними групами. Вони завоювали багато менших кланів різного походження. Вцілілі переможені клани злилися зі своїми завойовниками, передавши свої расові риси новим поколінням гіборян. Змішанокровні племена гіборійців, у свою чергу, були змушені захищати свої нові території від чистокровних племен гіборійців, які йшли за тими ж міграційними шляхами. Часто нові загарбники знищують захисників, перш ніж поглинати їх, в результаті чого заплутується павутина гіборійських племен та націй із різними предковими елементами в межах їхньої лінії крові.
Першим організованим Гіборським царством, яке виникло, була Гіперборея. Плем'я, яке його створило, увійшло в епоху неоліту, навчившись споруджувати будівлі з каменю, в основному для укріплення. Ці кочівники жили в наметах, зроблених із шкір коней, але незабаром відмовилися від них на користь своїх сирих, але міцних кам'яних будинків. Вони постійно оселилися в укріплених поселеннях і розробили циклопічну кладку для подальшого укріплення оборонних стін.
На той час гіперборейці були найбільш передовими племенами гіборійців і мали намір розширити своє царство, напавши на відсталих сусідів. Племена, що захищали свої території, втратили їх і змушені були мігрувати в інші місця. Інші бігли шляхом гіперборейської експансії, перш ніж втягнути їх у війну. Тим часом апеніти Північного Полярного кола стали новою расою світловолосих і високих людей. Вони розпочали власну міграцію на південь, витіснивши найпівнічніші племена гіборійців.

### Правителі заходу
Протягом наступних тисяч років войовничі гіборійські народи просунулися, щоб стати правителями західних районів безіменного континенту. Вони зіткнулися з Піктами і змусили обмежитися західними пустищами, які стали б відомі як «мальовнича пустеля». За прикладом своїх гіперборейських двоюрідних братів інші гіборійці почали осідати і створювати свої власні королівства.
Найпівденнішим з ранніх царств був Кот, який був створений на північ від земель Сіма і незабаром почав розширювати свій культурний вплив на південних пастухів. На південь від мальовничої пустелі була родюча долина, відома як «Цінг». Мандрівне плем'я гіборійців, яке їх завоювало, знайшло інших людей, які вже оселилися там. Вони включали безіменну землеробську націю, пов'язану з людьми симів, і войовниче племінське плем'я, яке раніше їх завоювало. Вони встановили царство Зінгара і поглинули переможені елементи у своє плем'я. Гіборіани, Пікти та безіменний родич Шемітів злилися б у націю, називаючи себе Зінгаранами.
З іншого боку, на півночі материка русяві окупанти з Полярного кола зростали в чисельності та потужності. Вони продовжували свою експансію на південь, у свою чергу витісняючи переможених гіборіанців на південь. Навіть Гіперборею завоювало одне з цих варварських племен. Але завойовники тут вирішили зберегти царство зі старим ім'ям, злившись з переможеними гіперборейцями та прийняли елементи гіборійської культури. Постійні війни та міграції зберегли б стан інших регіонів континенту ще п'ятсот років.

## Світ
Гіборійська епоха була розроблена автором Робертом Е. Говардом як постатлантична постановка його кімерійських оповідань Конана, розроблена так, щоб відповідати попереднім і менш відомим казкам Голвара про Кулла, які були створені в епоху Турія за часів Атлантиди. Назва «Hyborian» — це скорочення грецької концепції землі «Гіперборея», буквально «Поза північним вітром». Це було міфічне місце далеко на півночі, де не було холодно і де речі не старіли.
Епоха Говарда, що описується в есе «Гіборіанська епоха», — це міфічний час до того, як відома антропологам будь-яка цивілізація. Його середовище — доісторична Європа та Північна Африка (з періодичними згадками про Азію та інші континенти).
На карті Говард намалював концептуалізацію Гіборійської епохи, його бачення Середземного моря сухе. Ніл, який він перейменував на річку Стікс, здійснює захід на повороті під прямим кутом за межами дельти Нілу, ораючи гори, щоб мати можливість дістатися до Гібралтарської протоки. Незважаючи на те, що його Чорне море також сухе, його Каспійське море, яке він перейменовує у Вілаєтське море, простягається на північ, щоб досягти Північного Льодовитого океану, щоб створити перешкоду для інкапсуляції умов його історій. Не тільки його Балтійське та Англійський канал сухі, але й більшість Північного моря та величезний регіон на захід, легко включаючи Ірландію, теж є. Тим часом західне узбережжя Африки на його карті лежить під морем.

### Народи та країни
У своїй фантазійній постановці Гіборійської епохи Говард створив уявні королівства, яким він дав імена, натхнені або адаптовані з різних міфологічних та історичних джерел. Хітай — його версія Китаю, що лежить далеко на сході, Корінтія — його назва елліністичної цивілізації, назва походить від міста Коринф і нагадує імператорську феєрію Каринтії в середньовіччя. Говард уявляє, що Гіборіанські пікти займають велику площу на північному заході. Нижче наведені ймовірні передбачувані аналоги; зауважте, що аналоги іноді дуже узагальнені і зображуються неісторичними стереотипами. Більшість цих кореспонденцій почерпнуто з «Гіборіанських імен», додатку, розміщених у Конан-Мечоносе Л. Шпраге де Кампа та Ліном Картером.
| Царство, регіон в книзі  | Імовірні географічні аналоги |
| ------------------------ | --- |
| Ахерон                   | Падіння королівства, що відповідає Римській імперії. Його територія охоплювала Акілонію, Немедію та Аргос. У грецькій міфології Ахерон був однією з чотирьох річок Гадеса (пор. «Стігія»). Ахерон був жерцем-монархією, якою керували царі священників, які влаштовували людські жертви своїми руками. |
| Афгулістан               | Афганістан. Афгулістан (іноді «Гулістан») — це загальна назва місця проживання різних племен у Гімелійських горах. Сама назва є сумішшю історичних назв Гулістан та Афганістан. |
| Алкмеєнон                | Дельфи. Його назва походить від Алкмеоніду, який фінансував будівництво храму Аполлона в Дельфах, з якого діяв оракул. Також Алькмена — мати Геракла. Після смерті вона вирушила в Гадес і вийшла заміж за Радаманта, головного судді підземного світу. |
| Амазонія                 | У згадуваному есе «Роберт Е. Говард» про гіборіанську епоху царство Амазонок посилається на різні легенди про грецьких амазонок, а точніше про амазонки Дагомей. У класичній легенді Амазонія — нація жінок-воїнів у Малій Азії та Північній Африці. Легенда, можливо, ґрунтується на сарматах, кочовому іранському племені Кубані, жінки якого повинні були вбити ворога, перш ніж вони могли одружитися. |
| Аквілонія                | Під впливом Візантійської імперії та елементів колоніальної Північної Америки. Назва запозичена у Аквілонії, міста Південної Італії, між сучасними Венозою та Беневенто. Це також давня назва Кімпера і нагадує ім'я Аквітанії, французького регіону, яким правила Англія протягом тривалої частини середньовіччя. Назва походить від латинського aquilo (n–), «північний вітер». По-італійськи, аквіла означає також «орел», що є знаком, який використовується у війні римським легіоном, а також аквілонською армією. |
| Арго                     | Різні торговці моряками Середземномор'я, наприклад, такі острови, як Крит та Сардинія. Назва походить від Арго, корабля аргонавтів; або, можливо, з міста Аргос, Пелопоннес, найславніше місто Греції, розташоване на чолі затоки Арголіда поблизу сучасного Нафпліона. Також натяки на Італію щодо зовнішнього вигляду, імен та культури корінного населення. У картографії Гіборіанської епохи Аргос набуває форми «взуття» у своїх прикордонних межах, порівняно з Італією, яка виглядає як «черевик». Прибережне місто Мессантія / Массантія отримало свою назву від Массалії, імені Марселя, даного грецькими засновниками. |
| Асгард                   | Темна доба Скандинавії. Асгард — батьківщина Іссіру в норвезькій міфології. Говард стверджує, що Балтійське море після катаклізму поділить його вигаданий Асгард на сучасні Норвегію, Швецію та Данію згідно з есею «Гіборіанська епоха». |
| Бараханські острови      | Карибські острови. Можливо, після островів Боррахас («П'яні острови»). Піратське місто Тортадж отримало свою назву від Тортуги. |
| Країни Кордону           | Географічно розташований над сучасним німецьким узбережжям Балтійського моря. Беззаконний регіон, повний розбійників і напівбарварських народів. Колись Конан проїхав через Прикордонні королівства на шляху до Немедії. Низькі країни та прикордонні райони Шотландії та Англії можуть бути подібними прикладами. |
| Босоніанські             | Уельс, з накладкою колоніальної Північної Америки. Можливо, з Боссіні, колишнього парламенту міста Корнуолл, Південно-Західна Англія, до складу якого входив Замок Тінтагель, пов'язаний з Матеріалом Великої Британії. |
| Бритунія                 | Континентальні батьківщини англів та саксів, які вторглись у Велику Британію, походження цього імені, хоча це мається на увазі, бритуани Гіборійської епохи — це інша група, яка може бути пов'язана з ранніми слов'янами. Семантично ім'я Бритунія походить від валлійського Брайтона, «британець», похідне від того самого кореня, що і латинське брито, Британія, хоча Говард заявив, що цю назву зберегли Æsir та немедівці, які оселилися там. Земля зображена географічно над сучасними Польщею, Литвою та Латвією. |
| Кімерія                  | Говард в Гіборійську епоху заявляє, що «Гелі, предки Ірландського та Високого Шотландців, походять з чистокровних кімерійських кланів». Він співвідносить Кімерію з кімрійськими людьми, Кімбрі, Гімірраєм, скіфами, кімерійцями та Кримом. Географічно розташований над сучасними Ірландією, Шотландією та Англією. Назва походить від грецьких легенд про північного народу, який жив у вічній тумані та темряві біля Країни мертвих. Кімерійців Говард називає предками протоіндоєвропейців. |
| Конайохара               | Ім'я, можливо, було засноване на Canajoharie. |
| Коринфія                 | Стародавня Греція. З Коринфу (Корінтос), багатого міста Класичної Греції. Можливо, запропоновано Говарду за посланнями до Коринтян або регіоном Каринтії. Це гірська країна, розташована на схід від Кота. |
| Дарфар                   | Говард отримав цю назву від регіону Дарфур, Судан, у Північно-Центральній Африці. Дарфур — це назва арабської мови, що означає «обитель (дар) хутра», домінуючі люди місцевості. Оригінальний Дарфур зараз є найзахіднішою частиною Республіки Судан. |
| Гандерландія             | Можливо, з Гундерленду з Гесбая, графа в меровінгському дворі, або з провінції Гелдерланд, провінції в Нідерландах, або з Гунтера (Гундікар), короля Бургундії або Гундеріка, короля вандалів. |
| Гіперборея               | Фінляндія, Росія та країни Балтії (Гіперборея). Грецький історик Геродот — це земля на «самій північній півночі». Говард описує свою Гіперборею як перше гіборське царство, «яке почалося в сирій фортеці з валунів, нагромаджених для відбиття нападу племен». |
| Гірканія                 | Євразійський степ, зокрема тюркомонгольські народи, яких Говард називає своїми нащадками у своєму нарисі епохи гіборіанців. Гірканія в класичній географії являла собою регіон на південний схід від Каспійського або Гірканічного моря, відповідний іранським провінціям Голестан, Мазандаран і Гілан. Назва є грецькою для староперської перки Варкана, однієї з сатрапій імперії Ахеменідів, і збереглася в назві річки Горган. Первісне значення, можливо, мала «вовча земля». В іранській легенді Гірканія чудова своїми чарівниками, демонами, вовками, духами, відьмами та вампірами. |
| Іраністан                | Східна земля, що відповідає сучасному Ірану. Історично назва країни походить від Ірану + перський істан, естан, «країна». |
| Камбуджа                 | Оригінальна назва Камбоджі, також відома як Кампучія. |
| Кешан                    | Назва походить від «Кеш», єгипетської назви Нубії. |
| Хауран                   | Назва, можливо, походить від регіону Хауран в Сирії, хоча його положення розташувало б його біля Македонії, з критськими впливами. Мабуть, Саломея в Новому Завіті є нащадком цього королівського дому. |
| Хітай                    | Китай. Назва походить від імперії Хітанів (китайська á Liáo cháo або династія Ляо) та людей, які правили північним і північно-східним Китаєм. Назва походить від хітанської мови для хітанської імперії, Mos diau-d kitai huldʒi gur; в сучасній мандаринській китайській мові 契丹 ì або Qìdān guó. У Гіборійську епоху Хітай — давня імперія, яка завжди воює з Камбудою на південь. У давнину Хітай був підкорений імперією завойовників з таємничого континенту на сході океану. Після катаклізму ця імперія зробила рабів лемурійців, які втекли від руйнування. З часом лемурійські раби, а можливо, і поганські китани, змогли піднятися та повалити цю імперію. Залишки цієї білошкірої майстерної раси втекли на захід, завоювавши царство зміїв і заснувавши Стигію. Люди хітайів жовтошкірі та середнього зросту. Хітаєм керує імператор богів, на рішення якого сильно впливає Скарлетне коло, клан одних з найпотужніших володарів магів у всій Іборії. Хітанські закони випливають із верховенства міста-держави. Культура хітай схожа на культуру стародавнього Китаю. Найвизначнішою особливістю Хітая є його Велика стіна (подібна до Великої Китайської стіни), яка захищає її від іноземних вторгнень з півночі. Міста Хітай — Руо-Чен, Шу-Чен, Шаулум, і столиця Пайканг, в якій знаходиться Цитадель Нефриту, з якої правив Бог-Імператор над усім Хітаєм. Див. також Катаї. |
| Хораджа                  | Константинополь і Сицилія. Її позиція ставить його як перехрестя між гіборійськими царствами та Шемітами. Сама назва була натхненна згадками Сакса Ромера про вигадане місто Хораса в романі «Маска Фу Маньчжу». |
| Косала                   | Від стародавнього індоарійського царства Косала, що відповідає приблизно площі з регіоном Оуд. |
| Козаки                   | Напів-варварські степові набіги, аналогічні козакам. |
| Коф                      | Від стародавніх італійських народів. Кофійська столиця Хоршеміш відповідає Кархемішу, столиці нео-хеттського царства. Можливо, від знака Кота у «Сон-квест невідомого Кадафа» Х. П. Лавкрафта. Говард також використав те саме ім'я у своєму міжпланетному романі «Алмурік». |
| Кушань                   | Ймовірно, з Кушанської імперії. |
| Куш                      | З королівства Куш, Нубія, Північна Африка. |
| Меру                     | Тибет. У індуїстській міфології Меру — це священна гора, на якій мешкають боги. ПРИМІТКА: Меру — не оригінальна країна гіборіанського віку, її створили Л. Спраге де Камп та Лін Картер для «Міста черепів». |
| Немедія                  | Хрест між Священною Римською імперією та Візантією. Немедія є суперником Аквілонії і залежав від найманців Есіра для їх оборони (оскільки Візантійська імперія наймала вікінгів як варязьку гвардію). Назва походить від Немеда, лідера колоністів зі Скіфії до Ірландії в ірландській міфології. |
| Офір                     | Етруски, стародавній народ, також стереотипно ставилися до свого багатства. Говард бачив це як десь в Італії, а саме на Півночі, на відміну від більш південного Кота. |
| Пелестим                 | Філістимлян (P'lishtim на івриті). Пелішті місто Асгалун походить від Ашкелону. Бог Пелістів Птеор або Баал-Птеор походить від його імені від Моабіт Баал-Пеора. Філістимляни були родичами греків, які вторглися в околиці під час міграцій дорік на північ-південь близько 1200 р. До н. Вони ототожнюються з «морськими народами», які намагалися вторгнутись в Єгипет одночасно, але були відбиті; тобто в реальності. Можливо, немає у світі конанів. |
| Піктська цілина          | Доколумбова Америка, що перекривала Північну Америку під час європейської колонізації Америк, можливо навіть Нью-Йорк колоніальної епохи. Говард дарує імена з мови ірокея на багатьох своїх піктограмах епохи гіборіанського віку (але не на квазіісторичних картинах із зображенням Брана Мак Морна). |
| Поітан                   | Поєднання Пуату та Аквітанії, двох регіонів на південному заході Франції. З 10 по середину 12 століття графи Пуату були також герцогами Аквітанського. |
| Пунт                     | Земля Пунта на Африканському Розі. Місце, в якому торгували стародавні єгиптяни, ймовірно, Сомалі. |
| Шем                      | Месопотамія, Сирія, Палестина та Аравія. У Біблії Шем — найстарший син Ноя, родоначальник євреїв, арабів та ассирійців; отже, сучасні «семітські» та семітські мови (через грецьку Sem) використовувались належним чином для позначення родини мов, якими розмовляли ці народи. |
| Стігія                   | Єгипет. Назва походить від Стікс, річки грецького підземного світу в грецькій міфології. У більш ранні часи територія Стігії включала Шем, Офір, Коринфію та частину Кота. Стигією керує теократія чаклунів-королів. Люди коричневі. Вони поклоняються змієвому богу Сету. Місцевість Стигії — це поєднання гір, пустель та боліт. Річка Стікс впадає через Стигію в море; Наведена карта дає зрозуміти, що Стікс — це Ніл, але оскільки Середземномор'я ще не існувало, він мав дуже довгий додатковий вигин на захід, слідуючи за тим, що зараз берег Північної Африки, до остаточного випорожнення Атлантики. . Люди, що живуть у Стігії, все ще можуть за духом бути первісними рабами-людьми або рабами рабів змей, що правили цим царством століттями до цього. Білошкіра еліта все ще може поклонятися «великому темному безіменному» (Скелос?) |
| Туран                    | Перська назва Туркестану. Турецька земля, можливо, посилаючись на імперію Гоктюрк, імперію Тимуридів або Селджукський султанат. Назва походить від Турану, районів Євразії, зайнятих носіями уральсько-алтайських мов. Назви різних туранських міст (наприклад, Аграпур, Султанапур, Шахпур) часто є перською мовою. Цар Єздігерд названий на честь Яздегерда III, правителя Сасанідської імперії. Свою назву місто Хаварізм походить від Хверзму, а Хорусун — від Хорасана. |
| Уттара Куру              | Від середньовічного королівства Уттара Куру на півночі та центральній течії Пакистану. ПРИМІТКА: Уттара Куру не є оригінальною країною гіборійського віку, вона з'являється у Коненському Меснику Бьорна Найберга. |
| Ванахейм                 | Темна доба Скандинавії. Ванахейм — батьківщина ванірів у скандинавській міфології. Рудоволосий ванір нарешті витіснить злу аристократію Стігії та знайде фараонічний Єгипет. Вони з рудим волоссям як згадка про фараонів, таких як Рамзес і його батько Сеті, у яких було руде волосся. |
| Вендх'я                  | Індія (хребет Віндх'я — це ряд пагорбів у центральній Індії). Назва означає «орендувати» або «лахміти», тобто має багато пропусків. Це дуже давнє царство поклоняється богу Асурі. Цей культ поширився на захід і присутній, хоча і часто переслідується, у гиборських землях. У Акілонії культ знаходить захисника у Кінга Конана. |
| Яматай                   | Японія. Напевно, натхненний історичною назвою Яматай. Земля Яматай описується як «скупчення островів на схід від Хітая», яким керує «Королева відьом Яматай» в однойменному оповіданні «Меч-дикун Конана», сама, можливо, натхненна історичною королевою шамана Хіміко. ПРИМІТКА: Яматай не є оригінальною країною гіборського віку. |
| Вадаї                    | Імперія Вада в теперішньому Чаді. |
| Вазулі                   | Плем'я Вазірі на північному заході Пакистану. |
| Замора                   | Ромський народ. Назва походить від міста Замора, провінція Замора, Кастилія-Леон, Іспанія, натякаючи на Гітанос Іспанії (див. Зінгара для обговорення); або можливо, воно засноване на слові «рома». Також може бути деяка згадка про південну Італію, коли заморанці танцюють тарантеллу на честь своїх богів-павуків (загальновідомих як Омм і Зат). Також натяки на Стародавній Ізраїль та Палестину. |
| Зембабве                 | Імперія Мунхуматапа. Назва походить від Великого Зімбабве, зруйнованого укріпленого міста Родезії, вперше побудованого приблизно в 11 столітті і використовуваного як столиця імперії Мунхумутапа. Сучасна республіка Зімбабве отримала свою назву від того ж зруйнованого укріпленого міста, коли прагнула замінити назву «Родезія», що вшановує пам'ять будівельника Британської імперії. |
| Зангара                  | Піренейський півострів в цілому з явними впливами Іспанії. Зінгара також є італійською для «циганки»; це може означати, що Говард змішав імена джерел Зінгара і Замора, при цьому Зінгара спочатку мав стосуватися Ромського королівства, а Замора — до Іспанського королівства. |
| Зуагіри                  | Назва, можливо, походить від поєднання Туарегу та Уйгуру. |
| Інші географічні об'єкти | |
| Перевал Амір Єхун        | Свою назву бере від поєднання річки Амудар'я та річки Гіхон (арабською мовою Джайхун), яку деякі ототожнювали з Амударьєю. Можливо, відповідає перевал Брогхол, який знаходиться біля верхів'я Амудар'ї у Вахані. |
| Гімелійські гори         | Візьміть їхню назву від Гімалаїв, але більше відповідайте діапазонам індуїстських кушів або каракорам. |
| Гори Карпаш              | Карпати. |
| Поітанійські гори        | Піренеї, що на південь від регіону Аквітанії Франції. |
| р. Стікс                 | Річка Стікс протікає на північ через Стігію, слідуючи за течією історичної річки Ніл. Потім він повертає і бігає на захід через Сім, слідуючи за історичним Середземним морем, остаточно спорожняючи в західний океан. У класичній міфології Стікс — це Річка мертвих, і ця символіка використовується в «Годі Дракона». |
| Аліман                   | Річка Аламана, (нинішній Сперхейос) у Греції. Це також може бути посиланням на алеманні. |
| море Вілаєт              | Географічно Каспійське море. Назва походить від vilayet, терміна для адміністративних областей Османської імперії. |
| перевал Жайбар           | Перевал Хібер, який є традиційною кордоною між Афганістаном і Пакистаном. |
| річка Запорожка          | Р. Дніпро та / або Дон та / або Волга. На назву річки, мабуть, вплинула Запорізька Січ, поселення українського козацтва в Запоріжжі (область). Він був розташований на Дніпрі, нижче дніпровських порогів (пороги, пороз.а), звідси і назва, що перекладається як «територія поза порогами». |